# Mahnmal für die Opfer am Eisernen Vorhang (Cheb)
Koordinaten: 50° 2′ 37,3″ N, 12° 20′ 41,4″ O

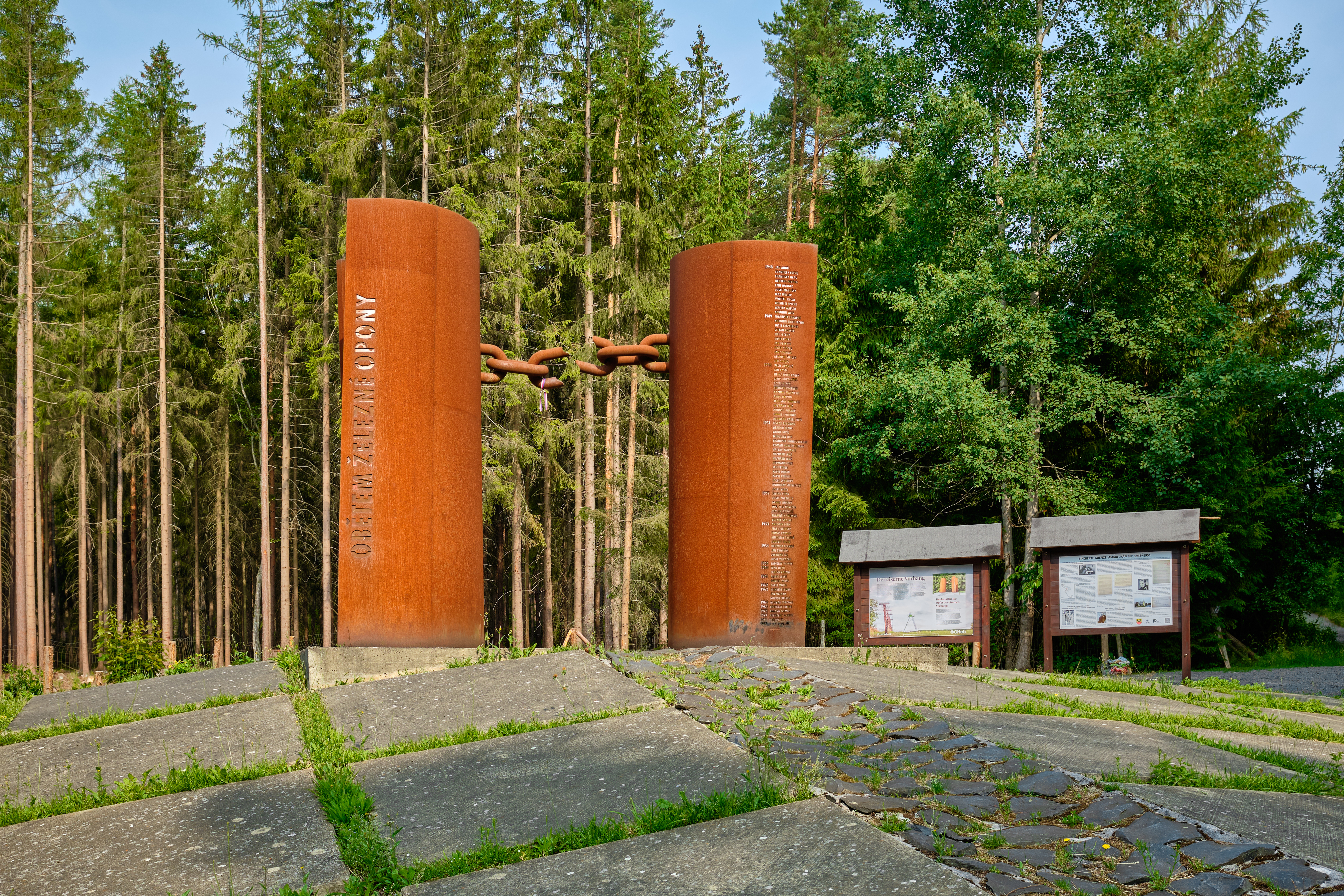
Mahnmal im Juni 2023

Das Mahnmal für die Opfer am Eisernen Vorhang (tschechisch: Památník obětem železné opony) ist eine Gedenkstätte in Cheb. Es ist den 82 Menschen gewidmet, die von 1948 bis 1981 beim Versuch, die Grenze von der Tschechoslowakei in die Bundesrepublik Deutschland zu überwinden, erschossen wurden oder auf andere Weise dort ums Leben kamen.

## Beschreibung
Das Denkmal im Wald neben der Straße von Cheb nach Waldsassen zwischen Svatý Kříž und dem Grenzübergang schuf der tschechische Künstler Antonín Kašpar auf Initiative des tschechischen Historikers Václav Jiřík. Es ist den 82 Menschen gewidmet, die von 1948 bis 1981 beim Versuch, die Grenze von der Tschechoslowakei in die Bundesrepublik Deutschland (den sogenannten Eisernen Vorhang) zu überwinden, erschossen wurden oder auf andere Weise dort ums Leben kamen.
Das gewaltige Mahnmal auf der ehemaligen Grenzanlage wurde am 27. Juni 2006, dem 56. Jahrestag der Hinrichtung von Milada Horáková, die in Tschechien als Märtyrerin für die Freiheit ihres Volkes gilt, feierlich eingeweiht.
Das Kunstwerk zeigt einen stilisierten Eisernen Vorhang, der allerdings leicht geöffnet ist, mit einer zerrissenen Kette dazwischen, als Symbol für den Weg in die Freiheit, den viele Flüchtlinge suchten und nicht zu Ende gehen konnten. Der linke Teil des Vorhangs trägt die Aufschrift „obětem železné opony“ (den Opfern des Eisernen Vorhangs), rechts stehen die Todesjahre und die Namen der ermordeten Menschen.